# Claude Lefèbvre (Maler)

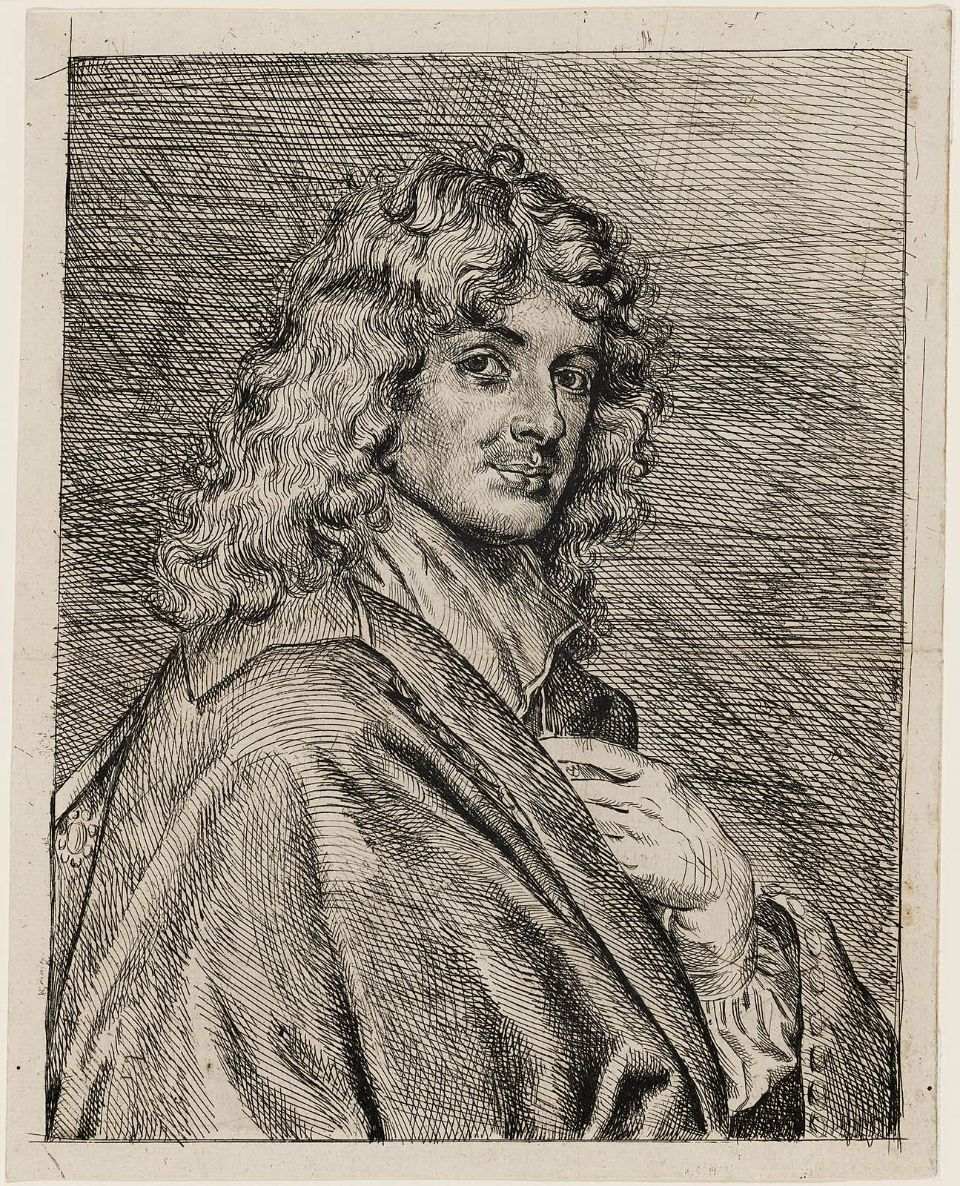
Claude Lefèbvre: Selbstbildnis, Stich, ca. 1673 (Museum of Fine Arts, Boston)

Claude Lefèbvre (* 1633 in Fontainebleau; † 25. April 1675 in Paris) war ein französischer Maler.

## Leben und Wirken
Lefèbvre studierte bei Eustache Le Sueur (1617–1655) und Charles Le Brun (1619–1690) in Fontainebleau. Er konnte sich bald als führender Porträtmaler seiner Zeit etablieren und wurde 1663 Mitglied der Académie royale de peinture et de sculpture. Bei einem Londonbesuch, einige Jahre später, konnte er Charles II. von England porträtieren.
Zu seinen Schülern gehört François de Troy.

Gemälde von Claude Lefèbvre (Auswahl)
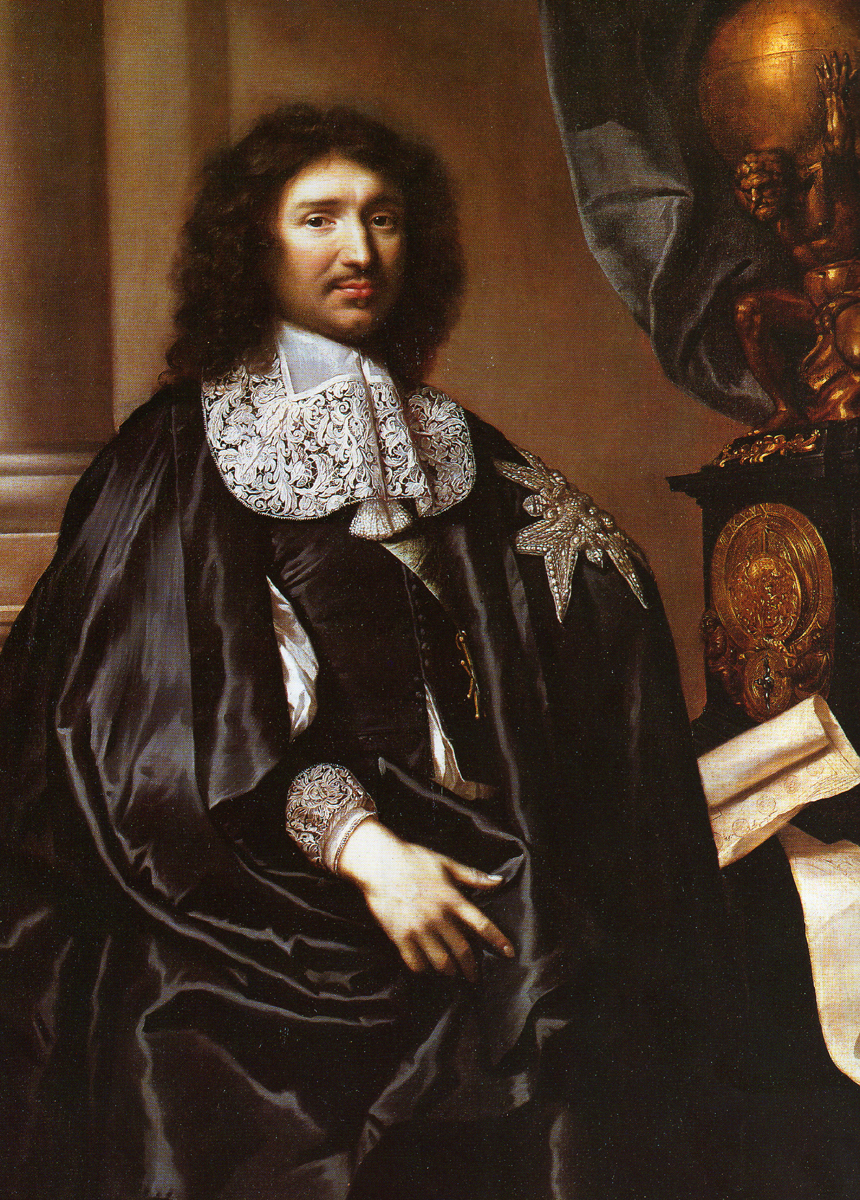
Jean-Baptiste Colbert, 1663 (Paris, Louvre)
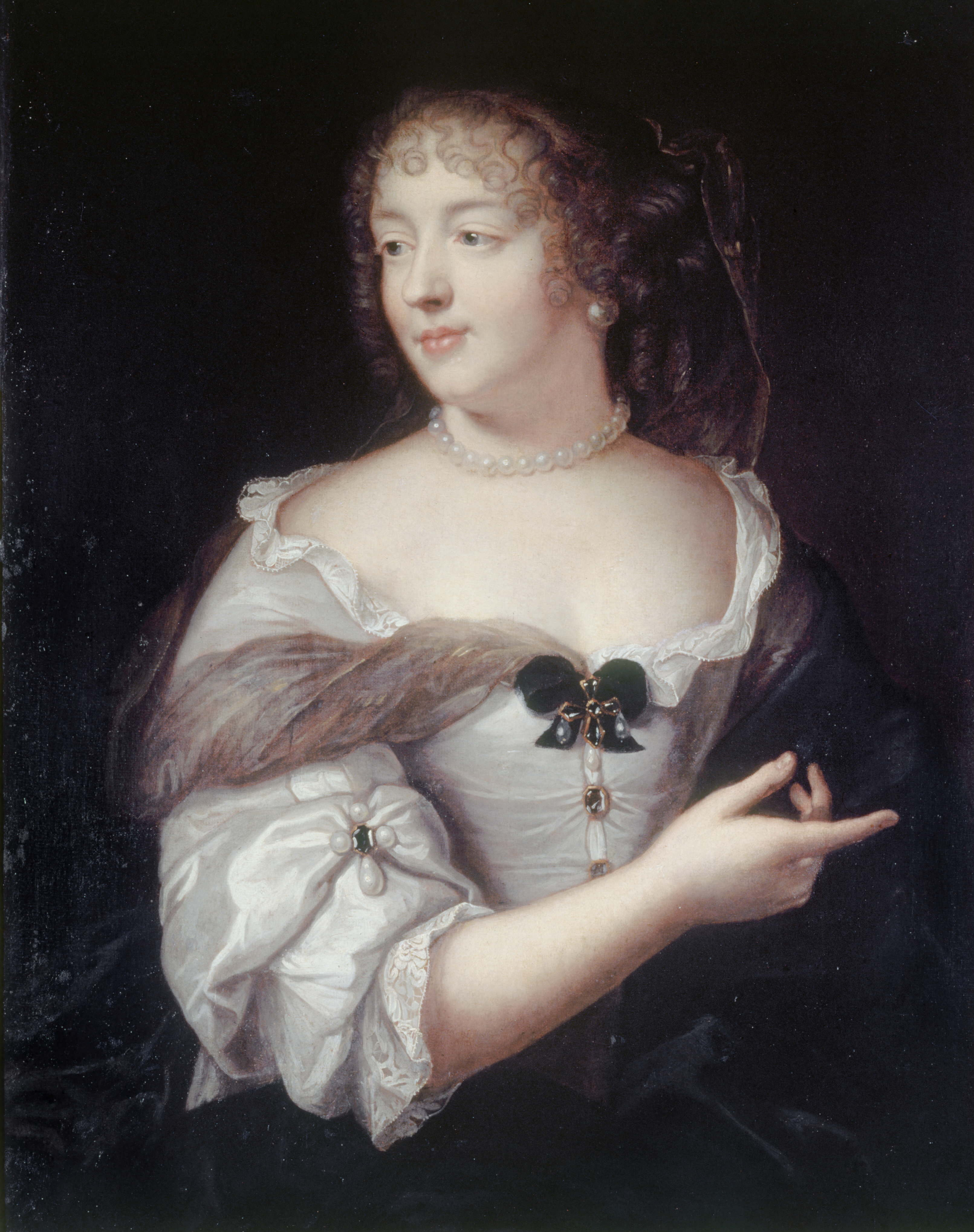
Die Marquise de Sévigné, ca. 1665 (Paris, Musée Carnavalet)
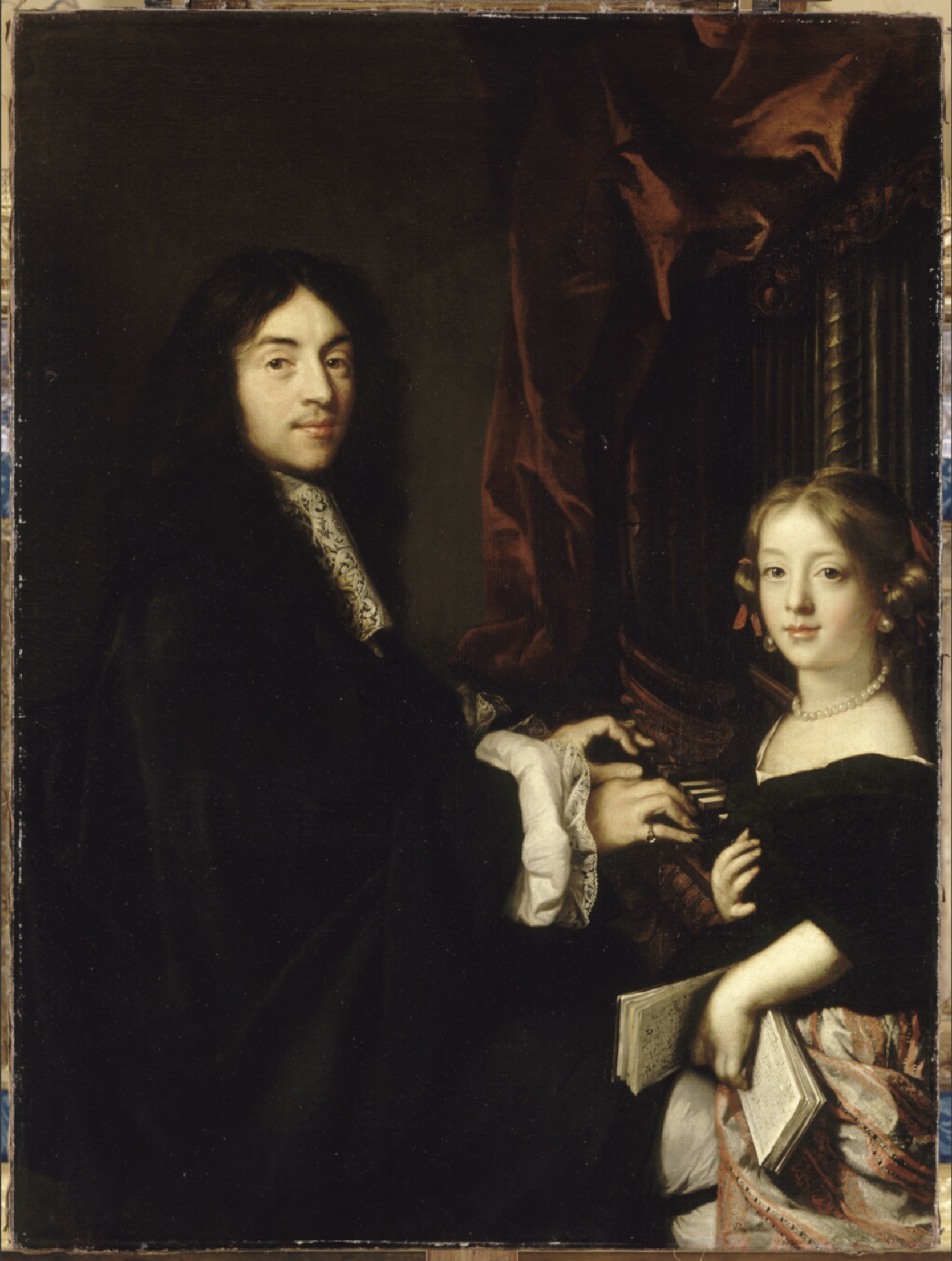
Charles Couperin und seine Tochter, ca. 1665–1670 (Versailles)
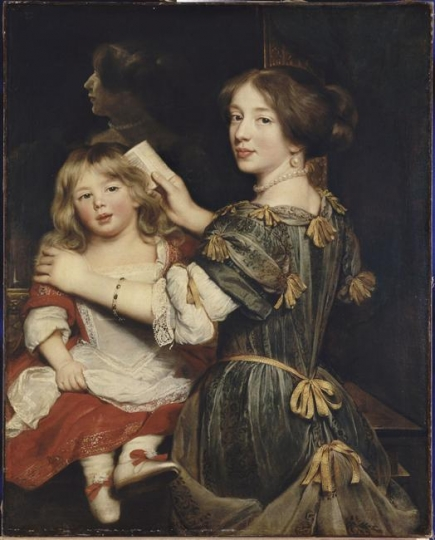
Die Tochter des Künstlers, wie sie ihrem Bruder das Haar kämmt, ca. 1672 (Dijon, Musée Magnin)